# Village ibérique de La Seña
Le village ibérique de La Seña est un site archéologique situé dans la commune de Villar del Arzobispo (comarque de Los Serranos), dans la province de Valence,.
Il correspond à un établissement humain de la période ibérique fondé à la fin du VIe siècle av. J.-C. et détruit au milieu du IIe siècle av. J.-C.. Il a été déclaré Bien d'intérêt culturel en 2008.

## Description

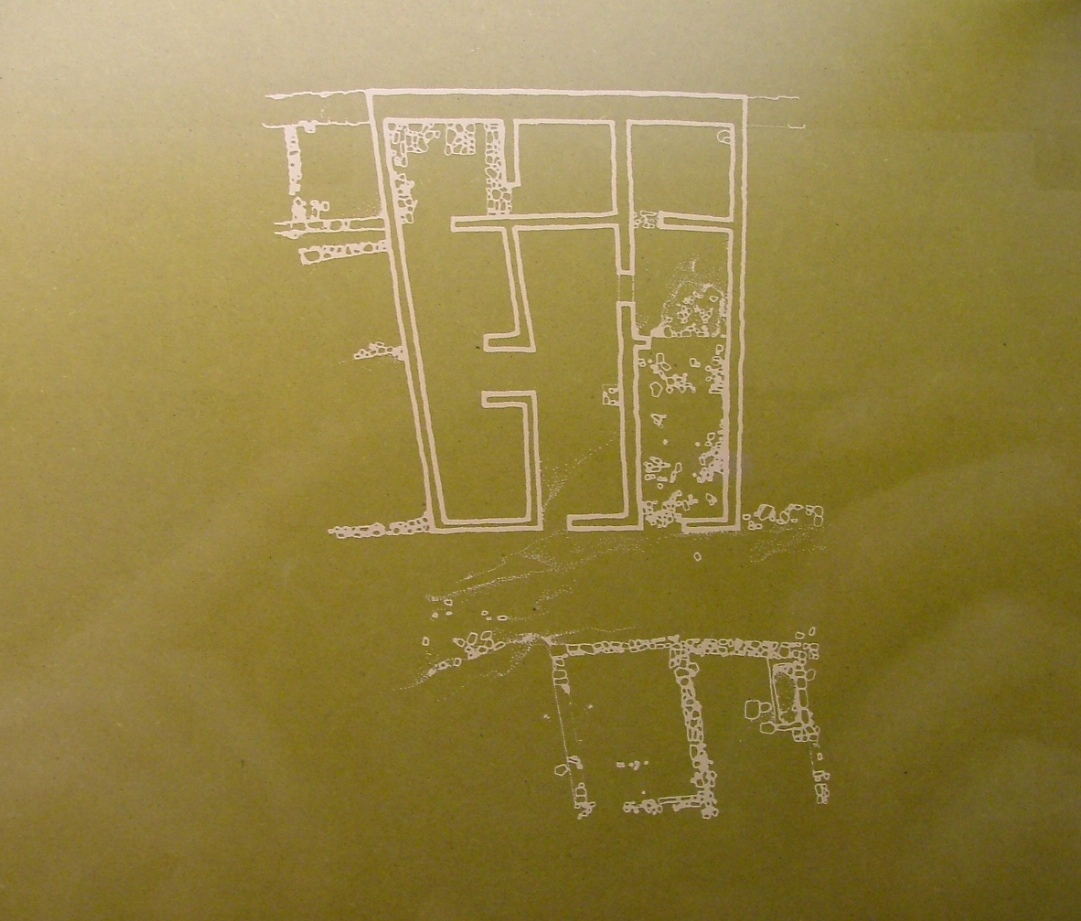
Plan de La Sena, village fortifié d'environ 8000 m² de superficie, situé dans la plaine de Villar del Arzobispo.

Le village est situé dans une plaine à côté de l'arroyo de la Senya ou de la Aceña. L'enceinte fortifiée occupe environ 8 000 m2. Il conserve son mur d'enceinte, en très bon état bien qu'il se trouve dans une zone à usage agricole traditionnel. Il s'agit d'une construction à double paroi d'environ 80 cm de largeur sur laquelle s'appuient les constructions intérieures. Il repose directement sur le sol naturel et aucune tranchée de fondation ni préparation d'assise n'est documentée. Il est construit en maçonnerie parallélépipédique bloquée par de la terre et placée régulièrement, en gardant chaque rangée horizontale.
Comme dans d'autres villages ibériques, la muraille serait composée d'un socle en pierre sur lequel reposerait une élévation en pisé. La hauteur conservée (environ 1,10 m) correspond presque entièrement à ce socle. Sur la face interne de sa partie nord-ouest, le mur est formé d'une tronçon de maçonnerie d'un mètre de hauteur, disposée en double parement et un autre tronçon, de 30 cm de large, est fixée sur sa face intérieure, constituée d'un socle en pierre et une élévation d'adobes. De la période ibérique il y a des preuves d'une possible grande porte d'accès, car à l'extrémité orientale de l'enceinte nord il y a une zone où s'accumule une grande quantité d'effondrement (pierres moyennes et grandes du mur) et un angle avec de grosses pierres qui auraient pu appartenir à un accès au village. L'enceinte ne dispose pas de tours attenantes pour sa défense, bien que la destruction d'un tronçon pour la construction de la route CV-396 ait empêché la confirmation de cette caractéristique.

## Historique de la recherche
Les premières références aux vestiges archéologiques de La Seña apparaissent dans La antigua civilización ibérica en el reino de Valencia (1918), de Francesc Almarche et Vázquez, bien qu'il y ait une certaine confusion avec le site de La Torre, de l'époque romaine. 
C'est Domingo Fletcher (es) qui, dans les années 40, a délimité et confirmé l'identification du site comme ibérique. Cependant, les fouilles archéologiques ne commenceront qu'en 1985, à la demande du Service de Recherches Préhistoriques de la Diputació de Valencia, face aux destructions subies par les travaux agricoles, qui affecteront jusqu'à 70 cm de profondeur. Entre 1985 et 1989, Helena Bonet Rosado (es) a dirigé cinq campagnes de fouilles consécutives qui ont mis au jour les niveaux appartenant aux deux phases d'occupation du village, la Pleine Ibère et la Vieille Ibère. Au cours de ces années, la transformation des champs adjacents de champs à l'irrigation et l'élargissement d'une route rurale ont eu un effet très négatif sur les vestiges archéologiques, en particulier la muraille. C'est pour cette raison qu'en 1990, la Direction générale du patrimoine culturel de la Généralité valencienne a été sollicitée pour obtenir l'autorisation de réaliser des travaux d'entretien et de consolidation, qui ont été réalisés entre 1990 et 1992.
En 2006, à l'occasion des travaux de réaménagement de la route, il a été convenu de délimiter et de signaler le site afin d'éviter sa détérioration. Cependant, les travaux avec des machines lourdes ont fini par affecter la partie nord du site, c'est pourquoi en 2008 une nouvelle intervention archéologique a été réalisée pour documenter les nouvelles structures et évaluer les dégâts. Dans le même temps, le processus administratif a commencé pour déclarer le site bien d'intérêt culturel, qui a été officiellement accepté en 2008.
Il fait actuellement partie de la Route des Ibères de Valence du Musée de la préhistoire de Valence, et dispose d'un panneau explicatif pour la visite.

## Galerie

Découvertes conservées au Musée de Préhistoire de Valence
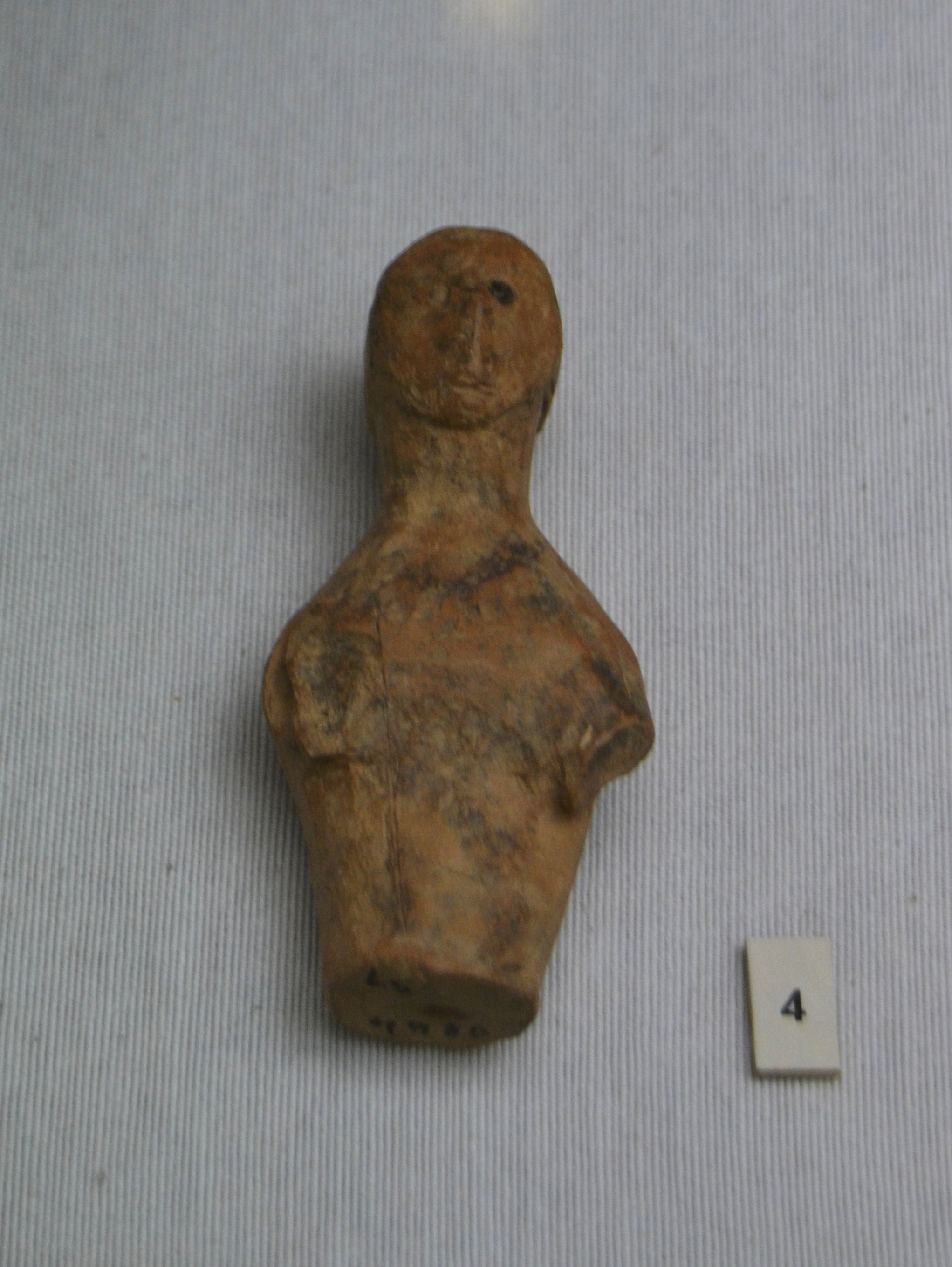
Figurine féminine en terre cuite.
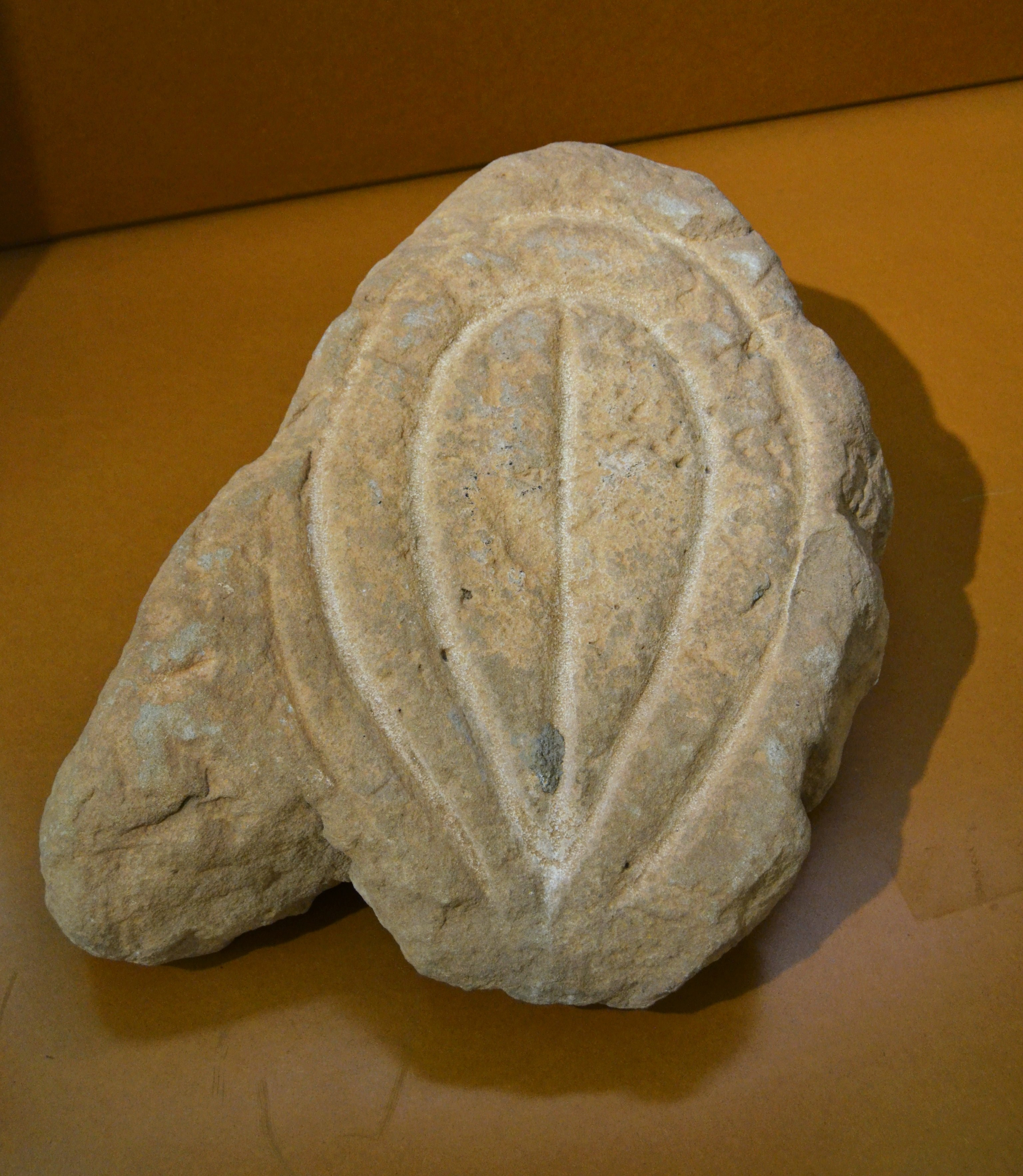
Ara appartenant à une presse à huile du champ de La Seña.
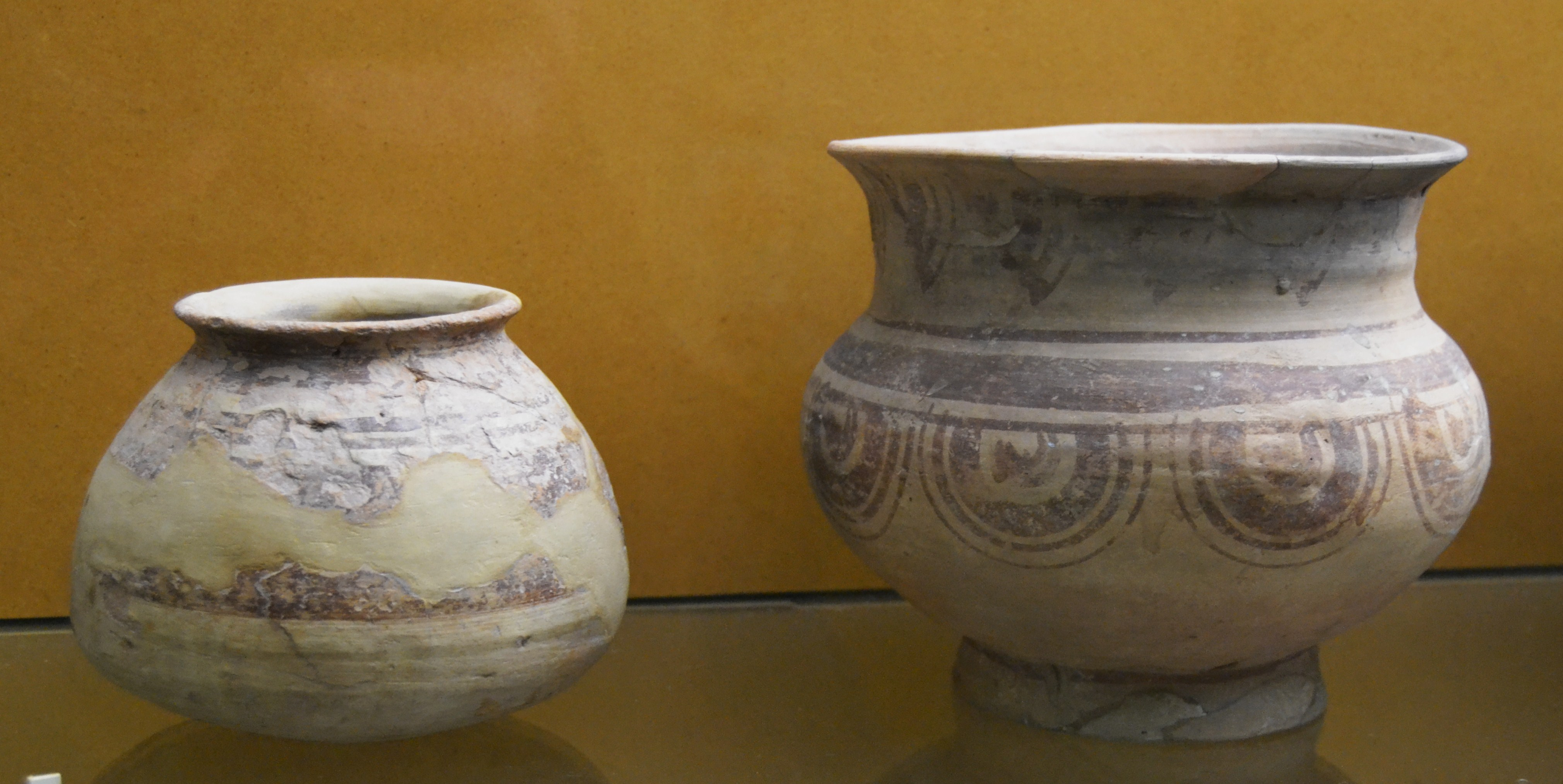
Céramiques ibériques, IVe et IIe siècles av. J.-C..